# Respuesta en frecuencia

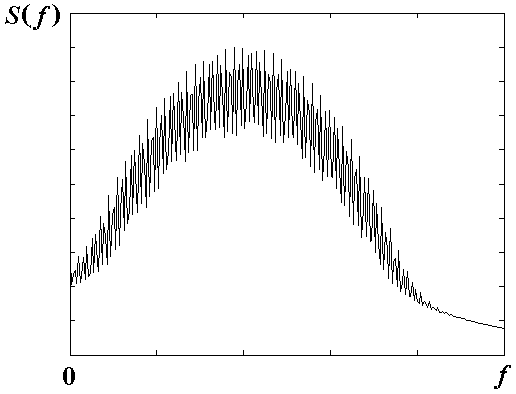
Respuesta en frecuencia de un sistema.

La respuesta en frecuencia o respuesta frecuencial es el gráfico que detalla la sensibilidad de un dispositivo para reproducir y/o registrar el sonido.

## Respuesta en frecuencia en audio
Es la representación gráfica en el plano cartesiano (X, Y), relación NPS (dB) y Frecuencia (Hz), busca representar que tan sensible es un instrumento tecnológico (micrófonos o altavoces) para captar o reproducir sonido audible (desde los 20 a los 20.000 Hz). 
En audio, el sonido se busca capturar y/o reproducir, con instrumentos con una respuesta de frecuencia lo más plano posible. 
No obstante, hoy en día los detalles de las respuestas ante graves, medios y agudos, normalmente no es la misma. La variación de estas se debe a muchos factores, principalmente el material y la calidad de fabricación detrás del parlante o micrófono. 
Un equipo con una respuesta dispareja afectará al sonido final, puede haber atenuaciones en distintas frecuencias, discriminando por sobre las otras, logrando enmascarar al resto de ellas.
En la mayoría de instrumentos de sonido, las especificaciones técnicas, además de indicar cuál es la respuesta en frecuencia típica, se indica también la variación en dB entre una y otra. 
Para ello, lo habitual es elegir -como nivel de referencia para indicar la respuesta en frecuencia- 1 kHz, y a esta frecuencia se le da el valor de 0 dB. Luego, los fabricantes analizan todo el margen de frecuencias y establecen la diferencia en dBs entre la frecuencia más baja y la más alta. 
Con esto, en las especificaciones técnicas nos dicen, por ejemplo, tal lector de CD tiene una respuesta en frecuencia de 20-20 kHz (+/-0,5 dB).
Salvo en los transductores (micrófonos, altavoces, etc), este margen, para asegurarnos “calidad”, debe ser:
- Inferior a +/- 1 dB, si hablamos de formatos digitales.
- Inferior a +/- 3 dB, si son equipos analógicos.
- Como mucho +/- 6 dB, si son micros o altavoces. En la práctica, los muchos transductores: altavoces y micrófonos (salvo los más “profesionales”) llegan a una variación de +/- 10.

Una mala respuesta en frecuencia no es lo peor que puede suceder, lo peor es una respuesta desigual. Es decir, como a ciertas frecuencias sube, en otras baja, por lo que el sonido resultante no es plano logrando enfatizar ciertas frecuencias, lo que en sistemas de reproducción puede ocasionarnos fatiga auditiva con mayor facilidad.